# Barbara Adler
Barbara Adler (2. oktober 1951) er en dansk filmfotograf og billedkunstner. Hun afsluttede sin uddannelse fra Den Danske Filmskole i 1980.

## Filmografi
Adler har bl.a. arbejdet på:
- Pottemageren - en håndværker (1983)
- Støt Dannerhuset (1982)
- Cirkus Børnerock (1982)
- Af jord er du kommet - på sporet af en dansk husmand (1982)
- Kidnapning (1982)
- De er jo ikke engang danskere (1981)
- Vi er gale (1980)
- Allah være lovet, det blev en dreng! (1979)